# Metz-en-Couture
Metz-en-Couture é uma comuna francesa na região administrativa de Altos da França, no departamento de Pas-de-Calais. Estende-se por uma área de 10,73 km². Em 2010 a comuna tinha 654 habitantes (densidade: 61 hab./km²).